# Tômbua
Tômbua, w czasach kolonialnych nazywane Port Alexander – miasto i hrabstwo w południowo-zachodniej Angoli, położone nad Oceanem Atlantyckim. Drugie co wielkości miasto w prowincji Namibe, z liczbą mieszkańców szacowaną na ok. 40 tys.
Gospodarka miasta opiera się głównie na rybołówstwie.